# Bistum Latina-Terracina-Sezze-Priverno
Das Bistum Latina-Terracina-Sezze-Priverno (lat.: Dioecesis Latinensis-Terracinensis-Setina-Privernensis, ital.: Diocesi di Latina-Terracina-Sezze-Priverno) ist eine in Italien gelegene römisch-katholische Diözese mit Sitz in Latina.

## Geschichte
Der Überlieferung zufolge gab es bereits im 1. Jahrhundert einen Bischof in Terracina. Der erste durch Quellen belegte Bischof war Sabinus, der 313 als Teilnehmer an einer Synode nachgewiesen ist. Das Bistum Terracina war exemt, also unmittelbar dem Heiligen Stuhl unterstellt. Ihm wurden am 17. Januar 1217 durch Papst Honorius III. mit der Päpstlichen Bulle Hortatur nos die Bistümer Sezze und Priverno angegliedert.
Das Bistum Terracina, Priverno und Sezze wurde am 12. September 1967 in Bistum Terracina-Latina, Priverno und Sezze umbenannt. Am 30. September 1986 wurde das Bistum Terracina-Latina, Priverno und Sezze durch die Kongregation für die Bischöfe mit dem Dekret Instantibus votis in Bistum Latina-Terracina-Sezze-Priverno umbenannt.